# Henry Brand (1er vicomte Hampden)
Pour les articles homonymes, voir Henry Brand et Brand.
Henry Bouverie William Brand, 1er vicomte Hampden (24 décembre 1814 - 14 mars 1892), est un homme politique et pair héréditaire britannique.

## Biographie

### Jeunesse
Henry Brand est un lointain descendant de John Hampden, un Tête ronde. Son père est le général Henry Trevor, 21e baron Dacre.
Il fait ses études à Eton.

### Carrière politique

#### Chambre des communes
Henry Brand est élu à la Chambre des communes en 1852, en tant que libéral pour Lewes. Il est un temps Chief whip pour son parti. Palmerston le nomme Lord of the Treasury entre 1855 et 1858. Il est ensuite Parliamentary Secretary to the Treasury entre 1859 et 1866.
En 1872, il est élu Speaker de la Chambre de Communes. Il doit affronter l'obstruction systématique des nationalistes irlandais de l'Irish Nationalist Party. Il se rend célèbre le 2 février 1881 lorsqu'il met fin de façon autoritaire au débat sur la Coercion Bill. Cette action a pour conséquence ultime la mise en place d'une règle de clôture des débats parlementaires. Il se rend aussi célèbre par son refus de la prestation de serment de Charles Bradlaugh, qui venait d'être élu. Il considère que le serment de Bradlaugh, un athée déclaré, ne pouvait avoir de valeur. En effet, le serment d'intronisation comprenait les mots « So help me God ».
Il est fait Membre de l'Ordre du Bain (GCB) en 1881. En 1884, lorsqu'il prend sa retraite, il est fait vicomte Hampden, de Glynde dans le Comté du Sussex. En 1890, il succède aussi à son frère aîné en tant que baron Dacre.

#### Chambre des lords
Il est élevé à la pairie le 4 mars 1884 comme il était de tradition pour les anciens présidents de la Chambre des communes et obtient donc un siège héréditaire à la Chambre des lords. Il succède également à son frère Thomas Trevor, 22e baron Dacre à la Chambre des lords le 26 février 1890.
Il siège avec les libéraux mais il ne semble pas avoir pris son siège ni pris part aux débats à la chambre.

## Famille
Il épouse, le 16 avril 1838, Elizabeth Georgina Ellice (1817-1899), fille du Général Robert Ellice et d'Eliza Courtney. Ils ont dix enfants :
- Alice Brand (24 mars 1840 – 20 mars 1925) épouse Henry Thomas Farquhar (13 septembre 1838 - 15 janvier 1916), dont descendance ;
- Henry Brand, 2e vicomte Hampden (2 mai 1841 - 22 novembre 1866) épouse en premières noces Victoria Alexandrina Leopoldine van de Weyer (? - 20 juillet 1865), sans descendance, puis épouse en secondes noces Susan Henrietta Cavendish (29 juillet 1846 - 16 octobre 1909), dont descendance ;
- Gertrude Brand (21 juin 1844 – 21 décembre 1927) épouse William Henry Campion (1er avril 1838 - 4 décembre 1923, dont descendance ;
- Mabel Brand (11 septembre 1845 – 29 mai 1924) épouse Freeman Frederick Thomas (11 avril 1838 - 1er décembre 1868), dont descendance (Freeman Freeman-Thomas) ;
- Thomas Seymour Brand (20 septembre 1847 – 12 novembre 1916) épouse Annie Blanche Gaskell (? - 18 novembre 1946), dont descendance ;
- Mary Cecilia Brand (18 janvier 1851 – 24 juin 1886) épouse Henry Parkman Sturgis (1er mars 1847 - 1er mars 1929), dont descendance ;
- Arthur Brand (1er mai 1855 - 9 janvier 1917) épouse Edith Ingram, dont descendance ;
- Charles Brand (1er mai 1855 – 21 août 1912) épouse Alice Sturgis Van de Weyer (1854 - 4 février 1926), dont descendance ;
- Maud Elizabeth Bevan (18 août 1856 – 8 janvier 1944) épouse David Augustus Bevan (17 mai 1856 - 26 décembre 1937), dont descendance ;
- Richard Brand (1857 - 1858), célibataire, sans enfants.

## Distinctions

### Décorations
- Ordre du Bain (1881)
- Médaille du jubilé d'or de Victoria (21 juin 1887)